# Cantone di Plélan-le-Petit
Il Cantone di Plélan-le-Petit era una divisione amministrativa dell'Arrondissement di Dinan.
A seguito della riforma approvata con decreto del 13 febbraio 2014, che ha avuto attuazione dopo le elezioni dipartimentali del 2015, è stato soppresso.

## Composizione
Comprendeva 9 comuni:
- La Landec
- Languédias
- Plélan-le-Petit
- Plorec-sur-Arguenon
- Saint-Maudez
- Saint-Méloir-des-Bois
- Saint-Michel-de-Plélan
- Trébédan
- Vildé-Guingalan